# Río Osos
Río Osos är ett vattendrag i Bolivia.   Det ligger i departementet Cochabamba, i den centrala delen av landet, 200 km norr om huvudstaden Sucre.
I omgivningarna runt Río Osos växer i huvudsak städsegrön lövskog. Runt Río Osos är det glesbefolkat, med 11 invånare per kvadratkilometer.